# 中川正春
中川 正春（なかがわ まさはる、1950年〈昭和25年〉6月10日 - ）は、日本の政治家。
衆議院議員（9期）、文部科学大臣（第15代）、内閣府特命担当大臣（防災、「新しい公共」、男女共同参画、少子化対策）、公務員制度改革担当大臣、文部科学副大臣（鳩山由紀夫内閣・菅直人内閣）、衆議院懲罰委員長、民主党幹事長代行（第3・4・5代）、立憲民主党三重県連代表、三重県議会議員（3期）等を務めた。

## 来歴
三重県松阪市生まれ。三重県立津高等学校、ジョージタウン大学外交学部国際関係学科卒業。大学卒業後、国際交流基金に勤務。
1983年、三重県議会議員選挙に松阪市・飯南郡選挙区から自由民主党公認で出馬し、初当選。以後3期連続当選。
1993年に自民党を離党し、結党後間もない日本新党に入党した。翌1994年の日本新党の解党に伴い、新進党の結党に参加。
1996年、第41回衆議院議員総選挙に新進党公認で三重2区から出馬し、旧民主党公認の伊藤忠治を破り、当選した。以後、三重2区で8期連続当選。
1997年の新進党解党に伴い、国民の声、民政党を経て民主党に合流する。2003年、民主党拉致問題対策本部事務総長に就任。2004年5月より民主党税制調査会長。
2009年の第45回衆議院議員総選挙で、自民党新人の鈴木英敬を破り、5選（鈴木は2011年、三重県知事選挙に出馬し当選）。同年、鳩山由紀夫内閣で文部科学副大臣（科学技術、文化、国際関係の分野の担当）に任命され、菅直人内閣まで務める。
2010年9月の民主党代表選挙では、現職の菅直人の推薦人に名を連ねる。代表選後、再選された菅の下で民主党外交・安全保障調査会長に就任。
2010年9月29日、中国建国記念レセプションに出席した。

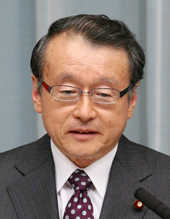
2011年9月2日、入閣時の会見にて

2011年9月2日、野田内閣に文部科学大臣として初入閣。文部科学大臣在任中の同年9月9日、閣議後の記者会見で八重山教科書問題に文部科学省は介入しない方針を発表し、沖縄県教育委員会が問題を収拾するよう促す発言を行った。また同年9月13日の閣議後の記者会見で、福島市で子供の尿から検出される放射性セシウム濃度が微増したとの市民団体の調査結果について「検出値は1ベクレル以下と小さく、問題になるレベルではない」と述べ、健康に影響はないとの見解を明らかにした。翌2012年1月13日の野田第1次改造内閣発足に伴い、文部科学大臣を退任。

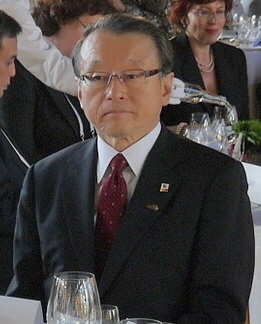
2012年6月29日、モスクワにて

2012年2月10日、復興庁発足に伴う閣僚人事により、内閣府特命担当大臣（防災、「新しい公共」、男女共同参画、少子化対策）に任命された。加えて同年4月16日に公務員制度改革担当大臣に任命され、同年4月23日、内閣府特命担当大臣（少子化対策）のみ退任（中川に代わり厚生労働大臣の小宮山洋子が兼務）。同年10月1日、野田第3次改造内閣発足に伴い、内閣府特命担当大臣（防災、「新しい公共」、男女共同参画）及び公務員制度改革担当大臣を退任。
2012年12月16日の第46回衆議院議員総選挙では民主党に猛烈な逆風が吹き荒れる中、三重2区で自民党新人の島田佳和を大差で破り、6選（島田も比例復活）。2012年、民主党幹事長代行に起用され、2014年9月に同職が廃止されるまで務めた。同年8月15日に在日本大韓民国民団主催の第69周年光復節中央記念式典に出席した。2014年12月の第47回衆議院議員総選挙では、三重2区で島田を再び大差で破り7選（島田も比例復活）。
2015年1月に行われた民主党代表選挙では、元代表・岡田克也の推薦人に名を連ねた。2017年9月1日に行われた2017年民進党代表選挙では菅直人や有田芳生らとともに枝野幸男の推薦人となった。
同年10月3日、第48回衆議院議員総選挙には希望の党からも立憲民主党からも公認を受けずに無所属で出馬する意向を表明し、同月22日の第48回衆議院議員総選挙で8選。その後、同月26日に岡田克也が代表を務める無所属の会の結成メンバーとなった。その後、国民民主党には参加せず、三重県内の旧民進党系地方議員からなる政治団体「三重新政の会」に参加。2018年5月19日に同会の会長に就任。同年7月28日には三重民主連合に改称し、引き続き代表に就任した。
2019年1月15日には無所属の会から立憲民主党会派に移籍した。
2023年6月9日、津市で記者会見し、次の衆議院議員総選挙に出馬せず、政界を引退する意向を正式に表明した。関係者によると、高齢を理由に挙げ、立法化に尽力した日本語教育推進などの法案が成立したことを受け「けじめをつけるにもいいかな」と述べたという。
2024年9月に行われた立憲民主党代表選で吉田晴美陣営の選挙対策本部長を務めた。

### 年譜

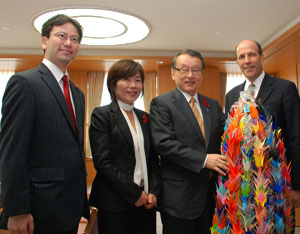
2011年10月6日、文部科学省にて文部科学大臣政務官城井崇（左から1人目）、文部科学副大臣森裕子（左から2人目）、駐日アメリカ合衆国大使ジョン・ルース（右から1人目）と

- 1950年（昭和25年）6月10日 - 三重県松阪市にて出生。
- 1969年（昭和44年）3月 - 三重県立津高等学校卒業。
- 1973年（昭和48年）6月 - アメリカ合衆国留学。ジョージタウン大学国際関係学科卒業。
- 1983年（昭和58年）3月 - 三重県議会議員（松阪市・飯南郡選出、自由民主党公認）初当選。以後3期連続で当選。
- 1993年（平成5年） - 自民党を離党して日本新党入党。
- 1994年の日本新党の解党に伴い新進党へ入党。
- 1996年（平成8年）10月20日 - 第41回衆議院議員総選挙（三重2区・新進党公認）当選。
- 1997年の新進党の解党に伴い、国民の声、民政党を経て民主党に合流する。
- 2000年（平成12年）6月25日 - 第42回衆議院議員総選挙（三重2区・民主党公認）で再選。
- 2002年（平成14年）12月 - 民主党政策調査会長代理に就任。
- 2003年（平成15年）11月9日 - 第43回衆議院議員総選挙（三重2区・民主党公認）で3選。
  - 12月- 民主党拉致問題対策本部事務総長に就任。
- 2004年（平成16年）1月 - 民主党憲法調査会第五作業部会（国際・安保）座長に就任。
  - 5月 - 民主党税制調査会長に就任。
- 2005年（平成17年）9月11日 - 第44回衆議院議員総選挙（三重2区・民主党公認）で4選。衆議院議院運営委員会筆頭理事に就任。
- 2006年（平成18年）2月 - 民主党国会対策委員会筆頭副委員長に就任。
  - 11月 - 民主党外国人労働者問題調査会座長に就任。
- 2007年（平成19年）9月1日 - 民主党次の内閣財務大臣に就任（～2009年9月15日）。
- 2009年（平成21年）8月30日 - 第45回衆議院議員総選挙（三重2区・民主党公認）で5選。衆議院財務金融委員会筆頭理事に就任。
  - 9月 - 鳩山由紀夫内閣で文部科学副大臣に就任。
- 2010年（平成22年）6月 - 菅直人内閣で文部科学副大臣に再任。
  - 9月 - 衆議院予算委員会筆頭理事、民主党外交・安全保障調査会長に就任。
- 2011年（平成23年）9月2日 - 野田内閣で文部科学大臣に就任。
- 2012年（平成24年）1月13日 - 野田第1次改造内閣の発足により退任。民主党行政改革調査会長に就任。

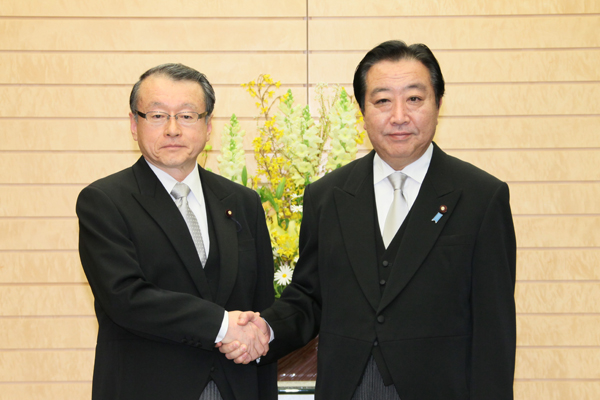
内閣府特命担当大臣就任時に内閣総理大臣野田佳彦と

- - 2月10日 - 野田第1次改造内閣で内閣府特命担当大臣（防災・「新しい公共」・少子化対策・男女共同参画）に就任。
  - 4月23日 - 内閣府特命担当大臣（少子化対策）を退任。
  - 10月1日 - 内閣府特命担当大臣（防災・「新しい公共」・男女共同参画）を退任。
  - 12月16日 - 第46回衆議院議員総選挙（三重2区・民主党公認）で6選。
  - 12月 - 民主党幹事長代行に就任。
- 2014年（平成26年）9月 - 民主党次の内閣文部科学大臣に就任。
  - 12月14日 - 第47回衆議院議員総選挙（三重2区・民主党公認）で7選。
- 2015年（平成27年）1月 - 民主党代議士会長に就任。
- 2016年（平成28年）9月 - 民進党両院議員総会長に就任。
- 2017年（平成29年）10月22日 - 第48回衆議院議員総選挙（三重2区・無所属）で8選。
- 2019年（令和元年）9月 - 旧立憲民主党に入党。これに伴い、地域政党三重民主連合代表を辞任。
- 2020年（令和2年）9月 - 立憲民主党両院議員総会長に就任。
- 2021年（令和3年）10月31日 - 第49回衆議院議員総選挙で川崎秀人に僅差で敗れるも比例東海（三重2区）で9選[注 1][19][20]。
- 2024年（令和6年）10月9日-衆議院解散に伴い引退。同27日投開票の第50回衆議院議員総選挙に後継として鈴鹿市選出で立憲民主党系会派新政みえ所属の県議下野幸助が立候補し当選。

## 政策・主張

### 憲法
- 憲法改正について、2012年のアンケートでは「どちらかと言えば賛成」[21]、2014年のアンケートでは「賛成」[22]、2017年のアンケートでは「どちらかと言えば賛成」と回答[23]。改正すべき項目としては、2014年のアンケートでは「その他」「地方自治」「緊急事態条項」を[22]、2017年のアンケートでは「衆議院の解散」「地方自治」「環境権」を挙げた[23]。

### 外交・安全保障
- 民主党外交・安全保障調査会長在職中の2010年11月には、当時の政府が新しく策定を目指していた防衛計画大綱に関連して提言を行い、陸上自衛隊が用いている「普通科」の呼称を「歩兵」に変更する等、旧日本陸海軍で使用されていた用語を復活させるよう要望した[24]。
- また、同じく民主党外交・安全保障調査会長在職中の2010年11月にも、武器輸出三原則を実質的に緩和する、防衛計画の大綱見直しに関する提言を発表した。これは、共産主義圏諸国への武器輸出を禁止する原則は維持しつつ、「アメリカや北大西洋条約機構加盟国など最大26カ国」「完成品の輸出は平和構築や人道目的に限定」「第三国への移転を防ぐ基準と体制を整備する」の3つを条件に共同開発や輸出を可能にするものである[25][26]。
- 集団的自衛権の行使を認める安倍内閣の閣議決定を評価しない[22]。集団的自衛権の行使を認める安全保障関連法案の成立を評価しない[23]。

### 財政
- 民主党「次の内閣」財務大臣在任中の2009年1月23日、ロイターのインタビューに対し「急激な円高については介入が必要」「介入するとドルが増え、リスクが大きくなるので、いろいろ工夫しないといけない」と発言した[27]。「アジア共通バスケットなどで新しい基軸通貨を作っていきたい。中国などと連携しないといけない」とも述べた[27]。

### エネルギー政策
- 原子力規制委員会の審査に合格した原発の再稼働について「どちらかと言えば賛成」としつつ[22][23]、原発ゼロを目指すべきとの考えに「どちらかと言えば賛成」とする[22][23]。

### 社会
- 特定秘密保護法の成立を、どちらかと言えば評価しない[22]。
- 共謀罪の成立を評価しない[23]。
- ヘイトスピーチを法律で規制することに賛成[22]。
- 選択的夫婦別姓制度の導入に、どちらかといえば賛成[22][23][28]。
- 「クオータ制」の法制化などを目指す超党派議員連盟「政治分野における女性の参画と活躍を推進する議員連盟」の会長に就任するなどクオータ制の推進に力を入れている[29]。
- 少子化対策に取り組む[30]。
- 電子書籍の権利について現行出版権の拡張とすることを主張している[31]。

### 教育
- 幼稚園・保育所から大学まで教育を無償化することに賛成[23]。
- 公立小中学校における35人以下学級を推進している[32]。

## 所属団体・議員連盟
- 北朝鮮の難民と人権に関する国際議員連盟（共同議長）
- 政治分野における女性の参画と活躍を推進する議員連盟 （会長）[29]
- たばこ産業政策議員連盟（会長）[33]
- マンガ・アニメ・ゲームに関する議員連盟（会長代行）
- 恒久平和のために真相究明法の成立を目指す議員連盟
- 在日韓国人をはじめとする永住外国人住民の法的地位向上を推進する議員連盟
- 日韓からアジアの新機軸を考える会
- 日朝友好議員連盟
- 北朝鮮難民と人道問題に関する民主党議員連盟（会長）
- 民主党日韓議員交流委員会（副委員長）
- 民主党娯楽産業健全育成研究会

## 旧統一教会との関係
安倍晋三銃撃事件の動機とされる政治家と統一教会との癒着問題を受け立憲民主党が所属議員を調査したところ、旧統一教会系団体である天宙平和連合（UPF）関係者が役員に多数含まれる「ピースロード2018三重」へ祝電を打ったことを明らかにした。ピースロードと旧統一教会の関係については「全く知らされていなかった」と党の調査では答えている。

## 人物
- 安倍晋三の憲法をめぐる発言について、「国会の立法権を著しく侵害し、議事の混乱を引き起こす行為だ」と批判した[36]。
- 2016年2月16日、民主党と維新の党の合同代議士会において、「安倍晋三首相の睡眠障害を勝ち取りましょう」と発言したが、この発言について不適切との指摘があったため、「政府に対して反転攻勢を掛けたいという趣旨だった。表現が誤解を招いたとすれば、取り消したい」と撤回した[37]が、枝野幸男幹事長から口頭で厳重注意を受けた[38]。これに対し、安倍総理は「（撤回したというが）私に対する謝罪は一切ない」などと述べた[39]。
- 2019年7月29日、スペインで開かれた北朝鮮人権に関する国際議員連盟（IPCNKR）が主催する会議の懇談会において、自由韓国党のホン・イルピョ議員らと意見交換を行った。意見交換の中で中川議員は「強制徴用労働者に対する賠償金を各国政府が負担し、両国政府と日本企業の拠出金で支払う内容の立法を両国議会が推進しよう」と提案した[40]。